# Psilorhynchidae
A Psilorhynchidae a csontos halak (Osteichthyes) főosztályának sugarasúszójú halak (Actinopterygii) osztályába és a pontyalakúak (Cypriniformes) rendjébe tartozó család.

## Rendszerezés
- Psilorhynchus (McClelland, 1839)
  - Psilorhynchus balitora (Hamilton, 1822)
  - Psilorhynchus sucatio (Hamilton, 1822) 
  - Psilorhynchus homaloptera (Hora & Mukerji, 1935) 
  - Psilorhynchus pseudecheneis (Menon & Datta, 1964)
  - Psilorhynchus gracilis (Rainboth, 1983) 
  - Psilorhynchus microphthalmus (Vishwanath & Manojkumar, 1995) 
  - Psilorhynchus robustus (Conway & Kottelat, 2007) 
  - Psilorhynchus amplicephalus (Muralidharan & Sivakumar, 2007) 
  - Psilorhynchus rahmani (Conway & Mayden, 2008) 
  - Psilorhynchus tenura (Arunachalam & Muralidharan, 2008) 
  - Psilorhynchus nepalensis (Conway & Mayden, 2008)
  - Psilorhynchus breviminor (Conway & Mayden, 2008)
- Psilorhynchoides (Yazdani, Singh & Rao, 1993)
  - Psilorhynchoides arunachalensis (Nebeshwar, Bagra & Das, 2007)